# Helge Lindström
Helge Lindström i riksdagen kallad Lindström i Lockne, född 12 april 1901 i Hässjö församling, död 16 augusti 1993 i Brunflo församling, var en svensk lantbrukare och riksdagspolitiker (s).
Lindström var till yrket lantbrukare, som politiker var han ledamot av riksdagens andra kammare från 1949 i Jämtlands läns valkrets. Han var även landstingsledamot. I riksdagen skrev han 49 egna motioner, främst om glesbygdsfrågor, t ex stödlån till jordbruk, och socialpolitik, exempelvis flottningsarbetares semesterrättigheter. Han var bror till författaren Aksel Lindström.